# الکساندر استارک
الکساندر استارک (انگلیسی: Alexander Stark؛ زادهٔ ۱ ژانویهٔ ۱۹۷۴) دانشمند در زمینه زیست‌شناسی مولکولی است.